# Takydromus septentrionalis
Espèce
Synonymes
- Tachydromus septentrionalis Günther, 1864

Takydromus septentrionalis est une espèce de sauriens de la famille des Lacertidae.

## Répartition
Cette espèce est endémique de Chine. Elle se rencontre au Henan, au Shaanxi, au Gansu, au Zhejiang, au Sichuan, au Guizhou, au Hubei, au Anhui, au Jiangsu, au Jiangxi, au Hunan, au Fujian, au Guangdong, au Guangxi et au Guangxi.
Sa présence est incertaine à Taïwan.

## Publication originale
- Günther, 1864 : The reptiles of British India, p. 1-452 (texte intégral).